# Master File Table
MFT (англ. Master File Table — «Головна файлова таблиця») — база даних, у якій зберігається інформація про вміст тому з файловою системою NTFS у вигляді таблиці, рядки якої відповідають файлам тому, а стовпці — атрибутам файлів.

## Будова
MFT являє собою файл (розділений на записи (рядки), зазвичай розміром 1 КБ), в якому зберігається інформація про всі файли тому, в тому числі і про саму MFT. Файлами, яким відведено перші 16 записів, є метафайли, недоступні операційній системі, але важливі для файлової системи NTFS, причому вони дублюються рівно посередині тому. Система не може виконувати переміщення записів MFT-зони для ліквідації їх фрагментації в міру їх розширення, тому відразу після форматування в NTFS том ділиться як би на дві частини: службову область, яка надається під використання користувачем, і зарезервовану під MFT (12,5 %). Механізм використання MFT-зони досить гнучкий, і коли файловий простір заповнюється, MFT-зона просто скорочується, а коли в файловому просторі з'явиться вільне місце, вона може бути знову розширена. MFT-зона зберігається цілою якомога довше, оскільки при її розширенні вона може фрагментуватися, що є небажаним, через можливість зниження швидкості роботи з томом. Модульність структури MFT забезпечує стійкість NTFS до помилок, у порівнянні з FAT, оскільки MFT може перемістити фрагментувати всі свої області, обійшовши пошкодження диска (крім перших 16 записів).

## Метафайли
Формат NTFS — службові файли (області), кожен з яких виконує ту чи іншу функцію файлової системи NTFS. Всі метафайли знаходяться в кореневому каталозі тому NTFS, недоступному для ОС.
| - $MFT     | — основна таблиця MFT                                                        |
| - $MFTmirr | — копія перших шістнадцяти записів MFT (розміщена посередині тому)           |
| - $Boot    | — завантажувач (тільки на первинному томі)                                   |
| .          | — (з крапкою як назва) кореневий каталог                                     |
| - $LogFile | — журнал файлової системи                                                    |
| - $Volume  | — службова інформація (мітка і ID тому, версія файлової системи, т. д.)      |
| - $Bitmap  | — карта вільного місця тому                                                  |
| - $AttrDef | — список стандартних атрибутів файлів на томі                                |
| - $Quota   | — записи з правами користувачів на використання дискового простору (квотами) |
| - $Secure  | — дескриптори безпеки файлових об'єктів (права доступу)                      |